# Coccothrinax borhidiana
Coccothrinax borhidiana là loài thực vật có hoa thuộc họ Arecaceae. Loài này được O.Muñiz mô tả khoa học đầu tiên năm 1978.